# Tamara Kozulina
Tamara Kozulina (* 2. Januar 1976 in Perwomaisk) ist eine ehemalige ukrainische Triathletin.

## Werdegang
Tamara Kozulina startete bereits während ihrer Studienzeit im europäischen Duathlon-Cup. 1998 schloss sie ihr Sport-Studium ab und war seit 1999 als Triathlon-Profi aktiv.
2001 konnte sie im österreichischen Blumenau den ETU Duathlon Cup gewinnen.

### ITU-Weltmeisterin Triathlon Langdistanz 2004
2004 wurde sie in Schweden Langdistanz-Weltmeisterin. Im Oktober 2005 belegte sie bei der Ironman World Championship auf Hawaii den 13. Rang.
Im April 2009 gewann sie auf der Langdistanz beim Strongman All Japan Triathlon und konnte 2010 diesen Titel erfolgreich verteidigen.
Sie ist seit April 2013 mit dem ukrainischen Triathleten Wiktor Sjemzew (* 1973) verheiratet. Im Juli 2013 wurde ihr Sohn  geboren
Im September 2014 wurde sie Zweite beim Ironman Wisconsin. Seit 2015 tritt sie nicht mehr international in Erscheinung und ist als Trainerin tätig.

## Sportliche Erfolge
| Datum/Jahr    | Rang | Wettbewerb                                          | Austragungsort   | Zeit     | Bemerkung                                                                            |
| ------------- | ---- | --------------------------------------------------- | ---------------- | -------- | ------------------------------------------------------------------------------------ |
| 28. Sep. 2014 | 4    | Ironman 70.3 Augusta                                | Augusta          | 04:23:39 |                                                                                      |
| 30. Sep. 2012 | 3    | Ironman 70.3 Augusta                                | Augusta          |          |                                                                                      |
| 6. Mai 2012   | 5    | Ironman 70.3 St. Croix                              | Saint Croix      | 04:47:51 |                                                                                      |
| 1. Apr. 2012  | 22   | Ironman 70.3 Texas                                  | Galveston Island |          |                                                                                      |
| 21. Aug. 2011 | 4    | Ironman 70.3 Timberman                              | New Hampshire    | 04:39:25 | [ 3 ]                                                                                |
| 19. März 2011 | 3    | Ironman 70.3 San Juan                               | San Juan         | 04:40:41 | [ 4 ]                                                                                |
| 26. Sep. 2010 | 7    | Ironman 70.3 Augusta                                | Augusta          | 04:28:13 | 1,9 km Schwimmen, 90 km Radfahren und 21,1 km Laufen                                 |
| 4. Juni 2008  | 1    | Linz-Triathlon                                      | Linz             | 04:29:02 | Sieg neben Thomas Hellriegel bei den Männern                                         |
| 29. Juni 2007 | 38   | ETU Short Distance Triathlon European Championships | Kopenhagen       | 02:14:15 | auf der olympischen Kurzdistanz (1,5 km Schwimmen, 40 km Radfahren und 10 km Laufen) |
| 21. Juni 2003 | 27   | ETU Short Distance Triathlon European Championships | Karlsbad         | 02:17:01 |                                                                                      |
| 23. Juni 2001 | 25   | ETU Short Distance Triathlon European Championships | Karlsbad         | 02:33:43 | [ 6 ]                                                                                |

| Datum/Jahr    | Rang | Wettbewerb                                      | Austragungsort | Zeit     | Bemerkung |
| ------------- | ---- | ----------------------------------------------- | -------------- | -------- | --- |
| 27. Sep. 2015 | 11   | Ironman Chattanooga                             | Chattanooga    | 09:38:51 | |
| 16. Mai 2015  | DNF  | Ironman Texas                                   | The Woodlands  | –        | |
| 7. Sep. 2014  | 2    | Ironman Wisconsin                               | Madison        | 09:41:16 | |
| 17. Mai 2014  | 5    | Ironman Texas                                   | The Woodlands  | 09:15:19 | |
| 24. Juni 2012 | 4    | Ironman France                                  | Nizza          | 09:16:05 | |
| 1. Aug. 2010  | 5    | ITU Long Distance Triathlon World Championships | Immenstadt     | 07:45:15 | Langdistanz-WM                                                                                                 |
| 18. Apr. 2010 | 1    | Strongman All Japan Triathlon                   | Miyakojima     | 08:34:06 | |
| 2009          | DNF  | Ironman Hawaii                                  | Hawaii         | –        | Kozulina startete trotz Verletzung und konnte das Rennen nicht beenden.                                        |
| 19. Apr. 2009 | 1    | Strongman All Japan Triathlon                   | Miyakojima     | 08:42:16 | |
| 2009          |      | Ironman USA                                     | Lake Placid    | 09:56:24 | |
| 2009          | 2    | Ironman Florida                                 | Panama City    | 09:12:47 | Zweite hinter der Belgierin Sofie Goos                                                                         |
| 1. Nov. 2008  | 2    | Ironman Florida                                 | Panama City    | 09:14:15 | Zweite hinter der Siegerin Bella Comerford                                                                     |
| 13. Juli 2008 | 4    | Ironman Austria                                 | Klagenfurt     | 09:06:42 | mit persönlicher Bestzeit auf der Ironman-Distanz (3,86 km Schwimmen, 180,2 km Radfahren und 42,195 km Laufen) |
| 2006          | 4    | Ironman Florida                                 | Panama City    | 09:41:50 | |
| 15. Okt. 2005 | 13   | Ironman Hawaii                                  | Hawaii         | 09:43:50 | Ironman-Weltmeisterschaft                                                                                      |
| 9. Apr. 2005  | 4    | Ironman Arizona                                 | Tempe          | 09:58:46 | |
| 4. Juli 2004  | 1    | ITU Long Distance Triathlon World Championships | Säter          |          | Langdistanz-Weltmeisterin                                                                                      |
| 2004          | 3    | Ironman New Zealand                             | Taupō          | 09:33:18 | |
| 2002          | 2    | Almere-Triathlon                                | Almere         | 09:47:06 | |
| 2000          | 2    | Ironman Austria                                 | Klagenfurt     | 09:25:53 | |

| Datum/Jahr    | Rang | Wettbewerb                          | Austragungsort | Zeit       | Bemerkung           |
| ------------- | ---- | ----------------------------------- | -------------- | ---------- | ------------------- |
| 2004          | 1    | Powerman Italy                      | Como           |            |                     |
| 22. Aug. 2004 | 4    | Powerman Austria                    | Weyer          | 03:47:14,3 |                     |
| 25. Okt. 2003 | 5    | ETU Duathlon European Championships | Varallo Sesia  |            |                     |
| 2001          | 1    | ETU Duathlon European Cup           |                | Blumenau   | Siegerin Europa Cup |
| 10. Sep. 2000 | 2    | Powerman Spalt                      | Spalt          | 06:10:55   |                     |

(DNF – Did Not Finish)